# Tamiahua (kommun)
Tamiahua är en kommun i Mexiko.   Den ligger i delstaten Veracruz, i den sydöstra delen av landet, 270 km nordost om huvudstaden Mexico City.
Följande samhällen finns i Tamiahua:
- Tamiahua
- El Cafetal
- La Encarnación
- Raya Obscura
- Barra de Corazones
- Paso de San Lorenzo
- La Puntilla
- Papatlar
- Doctor la Vista
- Cuecillos
- Buenavista
- El Mesón
- El Ojital
- El Chijolar
- Paso del Norte
- Paso de León
- Tierra y Libertad
- San Sabastián Tierra Blanca
- Benito Juárez Segundo
- Tarabitas
- Hormiguero
- Tenechaco
- La Labor
- Ex-Hacienda Doctor Lavista
- La Zanjita
- Laja Blanca
- El Brujo